# Manfred Frank (Philosoph)
Manfred Frank (* 22. März 1945 in Wuppertal) ist ein deutscher Philosoph und emeritierter Professor für Philosophie an der Universität Tübingen. Seine Forschungsschwerpunkte sind die Philosophie der Romantik, der deutsche Idealismus und die Philosophie des Geistes.

## Leben
Manfred-Rudolf Frank wuchs als eines von zwei Kindern eines praktischen Arztes und einer Internistin in Wuppertal-Elberfeld auf. 1951–1954 besuchte er dort die Volksschule am Mirker Bach, 1954–1964 das altsprachliche Wilhelm-Dörpfeld-Gymnasium, das er mit dem Abitur abschloss.
Von 1964 bis 1966 studierte er Philosophie und Germanistik in Heidelberg. Zu seinen akademischen Lehrern gehörten in dieser Zeit Hans-Georg Gadamer, Arthur Henkel, Karl Löwith, Peter Wapnewski und Peter von Polenz. 1966 wechselte er für ein Jahr nach Berlin und hörte dort unter anderen Wilhelm Weischedel, Peter Szondi, Dieter Henrich und Wilhelm Emrich. 1967 kehrte er nach Heidelberg zurück und studierte jetzt Philosophie im Hauptfach und Anglistik im Nebenfach. Wichtige Lehrer waren in dieser Zeit Hans-Georg Gadamer, Dieter Henrich, Karl Löwith, Ernst Tugendhat, Arthur Henkel und Rudolf Sühnel. Sein Studium schloss Frank am 14. Mai 1971 mit der Dissertation über Das Problem „Zeit“ in der deutschen Romantik. Zeitbewußtsein und Bewußtsein von Zeitlichkeit in der frühromantischen Philosophie und in Tiecks Dichtung ab.
Von 1971 bis 1977 war Frank wissenschaftlicher Assistent von Herbert Anton am Lehrstuhl für Neuere deutsche Literaturwissenschaft der Universität Düsseldorf. 1977 habilitierte er sich mit Das individuelle Allgemeine. Textstrukturierung und -interpretation nach Schleiermacher. Die Arbeit erhielt den Preis der Freunde und Förderer der Universität Düsseldorf. Daraufhin war er von 1977 bis 1980 Privatdozent für Neuere deutsche Philologie in Düsseldorf und wurde dort 1981 außerplanmäßiger Professor. Ein Heisenberg-Stipendium der DFG und einen Ruf an die Universität Bielefeld lehnte er 1981 zugunsten eines Rufes der Universität Genf ab, wo er 1982–1987 als ordentlicher Professor für „Philosophie moderne et contemporaine“ (Nachfolge Jeanne Hersch) wirkte. 1986 lehnte Frank einen Ruf an die Universität Davis, Kalifornien, ab.
Seit dem 1. April 1987 hatte Frank einen Lehrstuhl für Philosophie am Philosophischen Seminar der Eberhard Karls Universität Tübingen inne. Den 1997 ergangenen Ruf auf eine Professur für Theoretische Philosophie an die Friedrich-Schiller-Universität Jena lehnte er wiederum ab. 2001 erhielt Frank den Ehrendoktor-Titel der Universität Pécs (Ungarn), 2004 den der Babeș-Bolyai-Universität Cluj (Rumänien). 1990 wurde er als ordentliches Mitglied in die Academia Europaea und 2004 als ordentliches Mitglied in die Heidelberger Akademie der Wissenschaften aufgenommen. Seit dem 1. April 2010 ist er im Ruhestand.

## Werk
Das Zentrum von Franks Forschung ist das Phänomen des Selbstbewusstseins, das er aus philosophiehistorischer und systematischer Perspektive bearbeitet. Dabei spielen für Frank zum einen Ansätze aus der analytischen Philosophie eine große Rolle. Hier versucht er zu zeigen, dass sich Selbstbewusstsein grundsätzlich einer reduktiven Analyse entzieht. In der Argumentation bezieht sich Frank zum anderen stark auf die Traditionen der Frühromantik und des deutschen Idealismus, insbesondere auf Novalis und Johann Gottlieb Fichte. Er wird zur Heidelberger Schule gerechnet.
Frank hat zudem bedeutende Arbeiten zur Hermeneutik und zum Poststrukturalismus verfasst.
Sein „Geistergespräch zwischen Lyotard und Habermas“ (Die Grenzen der Verständigung) von 1988 ist eine Streitschrift zur Verteidigung von Jürgen Habermas’ Diskursethik. Christine Pries nannte Franks Essay „ein ärgerliches Buch“. Frank nehme Lyotards Kant-Interpretation nicht ernst genug, werfe ihm zu Unrecht performative Selbstwidersprüche vor und führe den Leser mit fundamentalen Übersetzungsfehlern in die Irre.

## Schriften

### Monografien
- Das Problem 'Zeit' in der deutschen Romantik. Zeitbewußtsein und Bewußtsein von Zeitlichkeit in der frühromantischen Philosophie und in Tiecks Dichtung. Winkler, München 1972.
- Der unendliche Mangel an Sein. Schellings Hegelkritik und die Anfänge der Marxschen Dialektik. Suhrkamp, Frankfurt am Main 1975; 2., stark erw. und überarb. Aufl.: Fink, München 1992.
- Das individuelle Allgemeine. Textstrukturierung und -interpretation nach Schleiermacher. Suhrkamp, Frankfurt a. M. 1977.
- Die unendliche Fahrt. Ein Motiv und sein Text. Suhrkamp, Ffm. 1979.
- Das Sagbare und das Unsagbare. Studien zur neuesten französischen Hermeneutik und Texttheorie, Suhrkamp, Ffm. 1980.
- Der kommende Gott. Vorlesungen über die Neue Mythologie, I. Teil. Suhrkamp, Ffm. 1982.
- Was ist Neostrukturalismus? Suhrkamp, Ffm. 1983.
- Eine Einführung in Schellings Philosophie. Suhrkamp, Ffm. 1985.
- mit Rolf Kauffeldt und Gerhard Plumpe: Gott im Exil. Vorlesungen über die Neue Mythologie, II. Teil. Suhrkamp, Ffm. 1988.
- Die Unhintergehbarkeit von Individualität. Reflexionen über Subjekt, Person und Individuum aus Anlaß ihrer 'postmodernen' Toterklärung. Suhrkamp, Ffm. 1986.
- Die Grenzen der Verständigung. Ein Geistergespräch zwischen Lyotard und Habermas. Suhrkamp, Ffm. 1988.
- Gott im Exil. Vorlesungen über die neue Mythologie, II. Teil. Suhrkamp, Ffm., 1988.
- Kaltes Herz, Unendliche Fahrt, Neue Mythologie. Motiv-Untersuchungen zur Pathogenese der Moderne. Suhrkamp, Ffm. 1989.
- mit Gianfranco Soldati: Wittgenstein. Literat und Philosoph. Neske, Pfullingen 1989.
- Einführung in die frühromantische Ästhetik. Vorlesungen. Suhrkamp, Ffm. (jetzt: Berlin) 1989; aktuelle (6.) Auflage 2015 ISBN 978-3-518-11563-3.
- Zeitbewußtsein. Neske, Pfullingen 1990.
- Selbstbewußtsein und Selbsterkenntnis. Essays zu analytischen Philosophie der Subjektivität.[3] Reclam, Stuttgart 1991.
- Stil in der Philosophie. Reclam, Stgt. 1992.
- „Conditio moderna“. Essays, Reden, Programm. Reclam, Leipzig 1993.
- „Unendliche Annäherung.“ Die Anfänge der philosophischen Frühromantik. Suhrkamp, Ffm. 1997; Print-on-Demand der aktuellen (4.) Auflage ISBN 978-3-518-28928-0
- Selbstgefühl. Eine historisch-systematische Erkundung. Suhrkamp, Ffm. 2002.
- Warum bin ich ich? Eine Frage für Kinder und Erwachsene.[4] Insel, Ffm. und Leipzig 2007.
- Auswege aus dem Deutschen Idealismus. Suhrkamp, Ffm. 2007.
- Mythendämmerung. Richard Wagner im frühromantischen Kontext. Fink, München 2008.
- Natura e Spirito. Lezioni sulla filosofia di Schelling, a cura di Emilio Carlo Corriero. Torino, Rosenberg & Sellier, 2010.
- Ansichten der Subjektivität.[5] Suhrkamp, Berlin 2012, ISBN 978-3-518-29621-9.
- Präreflexives Selbstbewusstsein: Vier Vorlesungen.[6] Reclam, Stgt. 2015, ISBN 978-3-15-011034-8.
- Über Motivation oder den ›Zusammenhalt der geistigen Welt‹. Kröner, Stgt. 2022, ISBN 978-3-520-90011-1.
- Die Struktur der Subjektivität. Eine Auseinandersetzung mit Dieter Henrich (= Klostermann Rote Reihe, Bd. 158). Klostermann, Frankfurt/M. 2024, ISBN 978-3-465-04644-8.

### Rezensionen
- DAS INDIVIDUUM IN DER ROLLE DES IDIOTEN. SARTRES „FLAUBERT“, in: Philosophische Rundschau, Bd. 26, Nr. 1/2 (1979), S. 52–62. JSTOR:42571421

### Herausgeber
- Selbstbewußtseinstheorien von Fichte bis Sartre. Suhrkamp, Ffm. 1991, ISBN 3-518-28564-5.
- Schleiermacher: Hermeneutik und Kritik.[7] Suhrkamp, Ffm. 1977, ISBN 978-3-518-27811-6.
- Friedrich Schleiermacher: Dialektik. (2 Bde.) Suhrkamp, Ffm. 2001, ISBN 978-3-518-29129-0.
- Analytische Theorien des Selbstbewußtseins. Suhrkamp, Ffm. 1994, ISBN 3-518-28751-6.
- F. W. J. Schelling: Ausgewählte Schriften in 6 Bänden. Suhrkamp, Ffm. 1985 (2. Aufl. 1995), ISBN 3-518-28121-6.
- Husserl und die Philosophie des Geistes, hg. mit Niels Weidtmann. Suhrkamp, Berlin 2010. ISBN 978-3-518-29580-9.